# دانييل لي
دانييل لي (بالإنجليزية: Daniel Curtis Lee)‏ (و. 1991 – م) هو ممثل، وممثل تلفزيوني، من الولايات المتحدة الأمريكية، ولد في جاكسون، مسيسيبي.

## وصلات خارجية
- دانييل لي على موقع IMDb (الإنجليزية)
- دانييل لي على موقع روتن توميتوز (الإنجليزية)
- دانييل لي على موقع ميوزك برينز (الإنجليزية)
- دانييل لي على موقع إن إن دي بي (الإنجليزية)
- دانييل لي على موقع قاعدة بيانات الفيلم (الإنجليزية)